# Polytechnic University of the Philippines

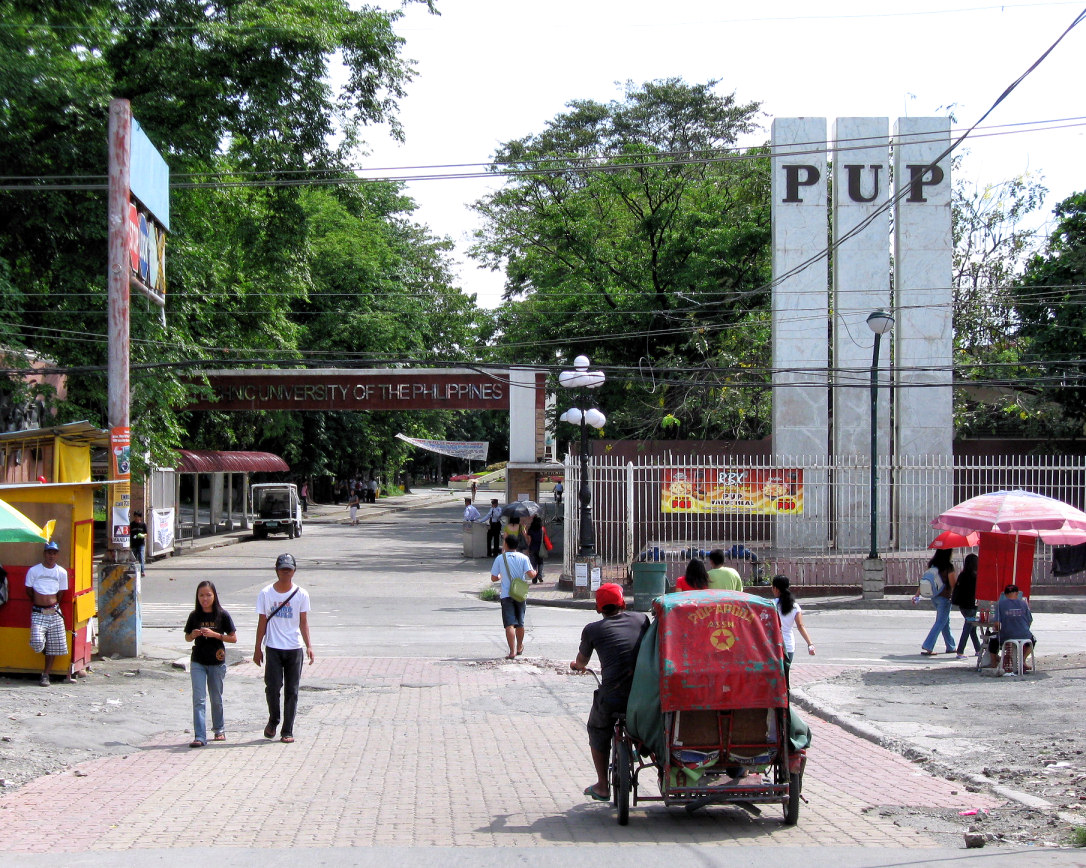
Haupteingang der Polytechnic University

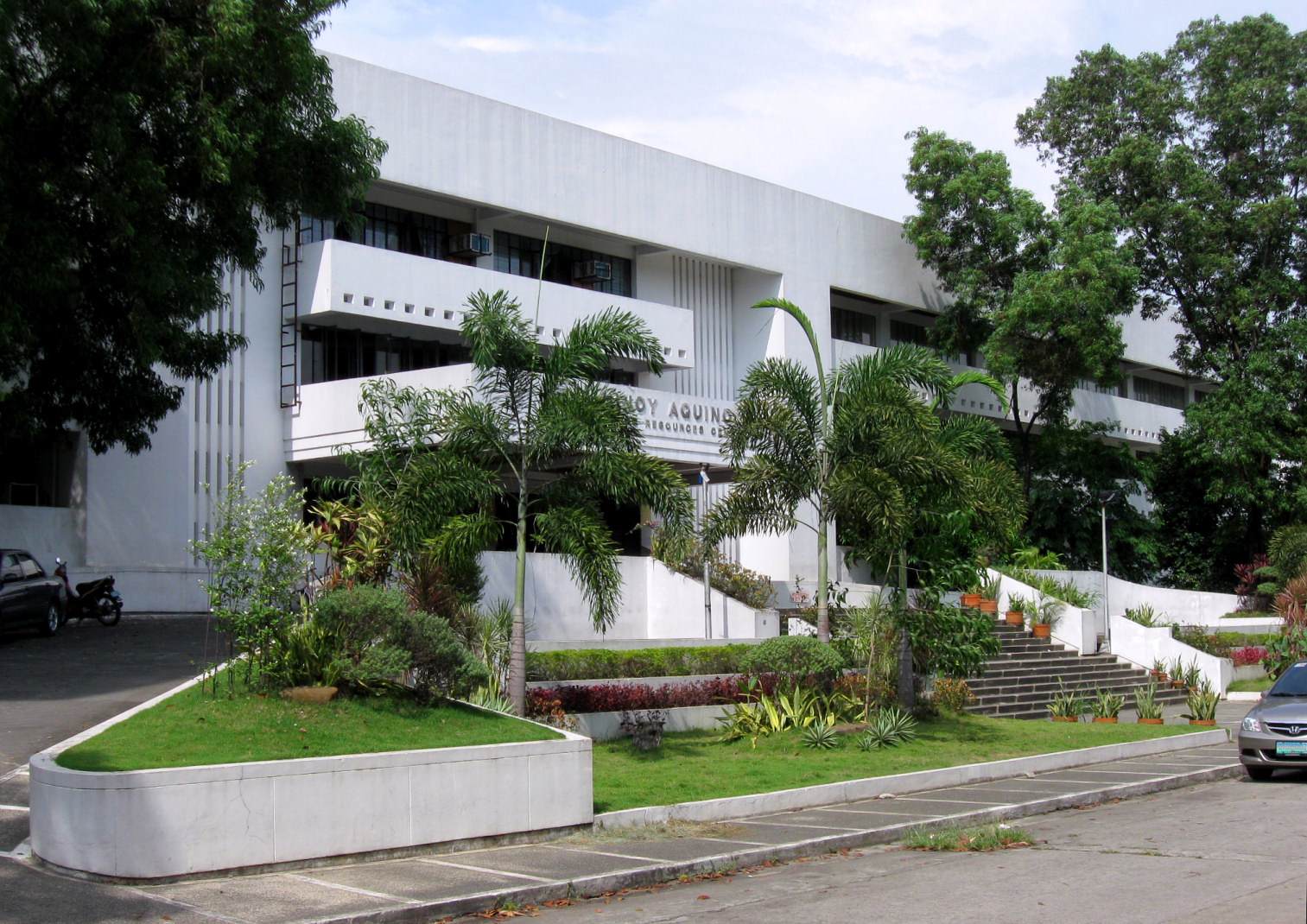
Das Ninoy Aquino Library and Learning Resources Center

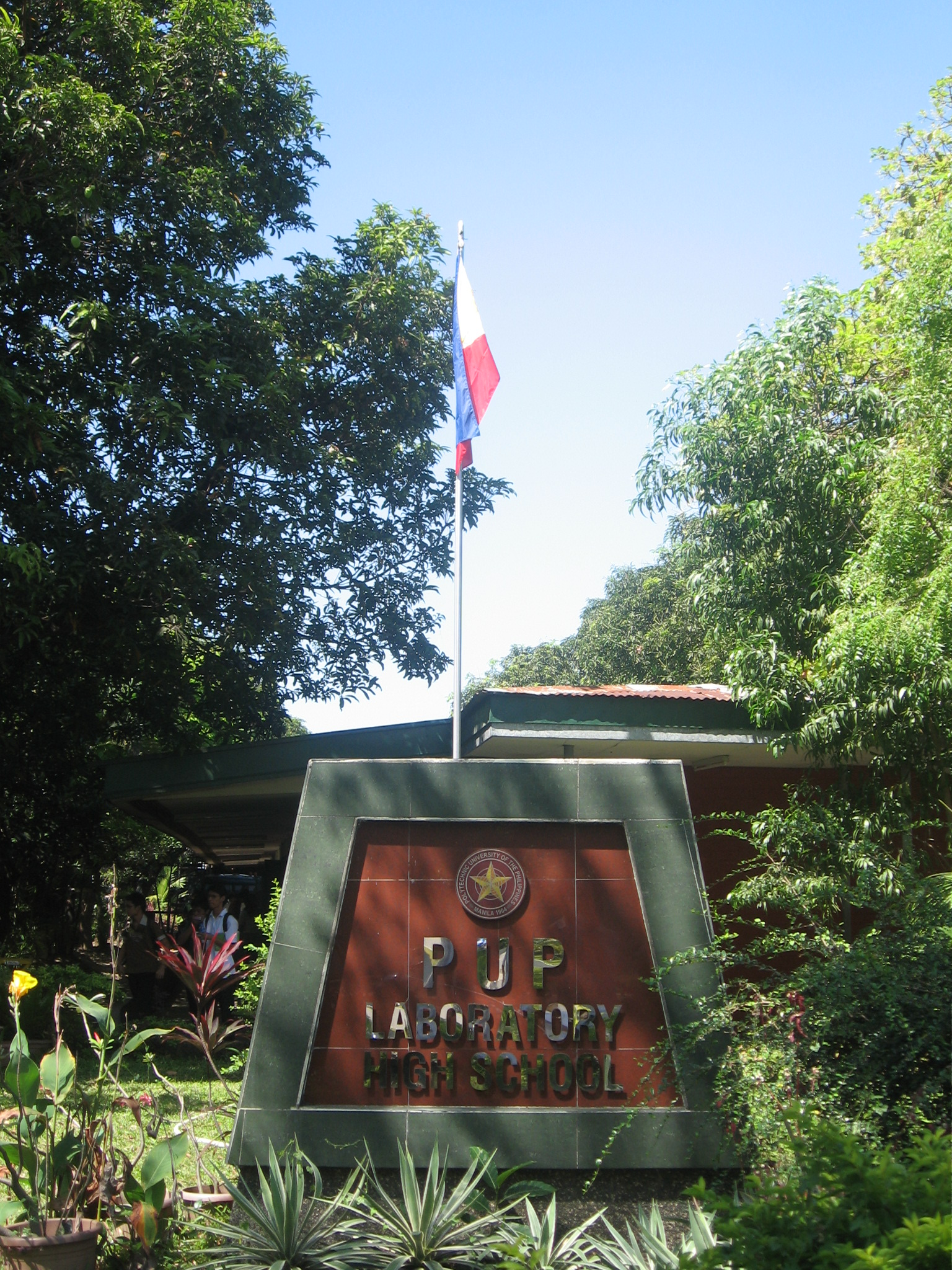
Die Polytechnic University of the Philippines Laboratory High School

Die Polytechnic University of the Philippines (PUP), (Filipino: Politeknikong Unibersidad ng Pilipinas) ist eine staatliche Universität auf den Philippinen und gilt als eine bedeutende Bildungseinrichtung in der Verwaltungsregionen der Central Luzon, Metro Manila, MIMAROPA, CALABARZON und der Bicol-Region. Der Hauptcampus der Universität befindet sich in der A. Mabini Campus in der Anonas Street, Sta. Mesa in Manila. Sie ist die größte staatliche Universität der Philippinen. Es schreiben sich pro Semester ca. 70.000 Studenten an der Universität ein. Es studieren mehrere hundert ausländische Studenten an verschiedenen Standorten der Universität, so aus der Volksrepublik China, Singapur, Indonesien, Kambodscha, Myanmar, Tansania, Nigeria und Ghana.

## Fakultäten
Die Polytechnic University of the Philippines beherbergt verschiedene Fakultäten, diese sind in Hochschul- und Fachschulbereiche, sowie in der Berufsausbildung in Colleges gegliedert. Dieses sind die College of Accountancy and Finance, College of Architecture and Fine Arts, College of Arts and Letters, College of Business Administration, College of Communication, College of Computer and Information Sciences, College of Education, College of Engineering, College of Human Kinetics, College of Law, College of Nutrition and Food Science, College of Public Administration, College of Science, College of Social Sciences and Development, College of Tourism, Hospitality and Transportation Management, The Institute of Technology (ITech), The PUP Open University, Graduate School und die PUP Laboratory High School.

## Forschungseinrichtungen
Die Universität verfügt über neun verschiedene Forschungseinrichtungen, dieses sind die
- Center for Data and Statistical Analysis
- Center for Entrepreneurial Development
- Center for Global Warming Studies
- Center for Human Development
- Information and Communications Technology Center
- Institutional Planning Office
- Research Management Office
- Science and Technology Research and Development Center
- Center for Training and Development

## Standorte
- Sta. Mesa (Main) Campus, Manila, in ihm sind der A. Mabini-, NDC Compound und der M.H. Del Pilar Campus zusammengefasst
- Taguig City, dieser Campus befindet sich im Barangay und hat eine Größe von 10 Hektar
- Quezon City, dieser Campus befindet sich an der Commonwealth Avenue
- San Juan City, Metro Manila
- Parañaque City, Metro Manila
- Mariveles, Provinz Bataan
- Santa Maria, Provinz Bulacan
- Pulilan, Provinz Bulacan
- Cabiao, Provinz Nueva Ecija
- Lopez, Provinz Quezon
- Mulanay, Provinz Quezon
- Unisan, Provinz Quezon
- General Luna, Provinz Quezon
- Ragay, Provinz Camarines Sur
- Santo Tomas, Provinz Batangas
- Maragondon, Provinz Cavite
- Bansud, Provinz Oriental Mindoro
- Sablayan, Provinz Occidental Mindoro
- Biñan City, Provinz Laguna
- San Pedro, Provinz Laguna
- Santa Rosa City, Provinz Laguna
- Calauan, Provinz Laguna

## Geschichte
Die Geschichte der Universität begann am 19. Oktober 1904, als die Manila Business School (MBS) eröffnet wurde. 1908 wurde sie umbenannt in die Philippine School of Commerce (PSC). Von 1933 bis 1946 wurde sie zusammengelegt mit der Philippine Normal School (PNS) und 1952 wurde ihr der Status eines Colleges zuerkannt, dem Philippine College of Commerce (PCC). Die Universität war ein Zentrum des linksgerichteten First Quarter Storm Movements, von Januar bis März 1970. Dem College wurde am 1. April 1978 den Status einer Universität verliehen, so dass die Polytechnic University of the Philippines eröffnet werden konnte. 1989 wurde das erste Mal auf den Philippinen das Konzept der Open University am Campus in Taguig erforscht und 1990 an weiteren sechs Standorten eingeführt, in der auch Fernstudiengänge angeboten werden. Im Jahr 2000 wurde das Information and Communications Technology Center (PUP ICT Center) eingeweiht.